# Olof Grau
Olof Grau, född 20 februari 1722 i Västerås, död 12 april 1774 på Stenby i Sankt Ilians socken, bosatt i Romfartuna socken, var en svensk industriman och författare.
Olof Grau var son till rådmannen i Västerås Nils Danielsson Grau. Han blev student vid Uppsala universitet 1732, extraordinarie kammarskrivare i Krigskollegiums artillerikontor 1740, kopist i utredningskommissionen 1743 eller tidigare samt salpetersjuderiinspektör över Uppland, Västmanland och Gästrikland 1745. År 1756 erhöll han salpetersjuderidirektörs namn, heder och värdighet. Mest känd är han dock som topografisk författare.
Grau utgav till exempel Beskrifning öfwer Wästmanland år 1754 (faksimil 1904). Detta verk är ett av Västmanlands mest kända och citerade verk i olika historisk sammanhang. I förordet till 1904 års utgåva berättas att den del av Västmanland som tillhör Örebro län endast beskrivs översiktligt, detta trots att han var gift med prästdottern Elisabet Ekman från Ramsberg
I ovannämnda samt andra landskapsbeskrivningar beskrev Grau landskapets topografi och geografi. Han återgav egna teckningar av kyrkor, runstenar och andra märkligheter och gav därmed en intressant bild av sin samtids förhållanden.
Han avled i lungsot.